# Sunderby SK
Sunderby SK är en idrottsförening från Södra Sunderbyn i Luleå kommun som bedriver verksamhet inom fotboll, basket, ishockey, längdskidåkning och innebandy.

## Fotboll
Sedan föreningens bildande 1927 har fotbollen alltid funnits på programmet. Mellan åren 2000 och 2004 befann man sig i Division 3 som då var landets fjärde högsta serie. Som bäst slutade man på fjärde plats 2003 innan man året därefter åkte ner i de lägre serierna. 2010-2011 spelade man i Division 4 men har sedan dess inte haft någon A-lagsverksamhet för herrar.
Damlaget kommer under 2013 att spela i Division 3.
Klubben har ett flertal ungdomslag och arrangerar årligen Sundis Cup för seniorer och Lilla Sundis Cup för ungdomar. Klubbens flickor födda 1995 var ett av de mest framgångsrika och vann Piteå Summer Games tre gånger.
Henrik Sennström som spelat i Superettan med Umeå FC är den mest framgångsrika spelaren man har fostrat på herrsidan. Elin Nilsson som spelat i Damallsvenskan med Umeå IK är den mest framgångsrika på damsidan.

## Basket
Basketen är en relativt ny sektion och har funnits sedan 70-talet. Föreningen har rönt stora framgångar i ungdoms-SM och i Scania Cup. Basketpelare som fostrats i Sunderby SK är Mattias Kenttä (sedermera tränare för Plannja/LF Basket), ligaspelarna Tommy Kurkinen, Jonas Hallberg, Jim Enbom, Stina Nilsson, Nils Nilsson, Per Nilsson, Fredrik Karlsson, Andreas Bergman samt landslagsspelaren John Rosendahl och ungdomslandslagsspelarna Gunilla Karlsson och Joel Nordin.
A-laget spelar i Division 3 där välmeriterade John Rosendahl är den mest kände spelaren tillsammans med Andreas Bergman, före detta Plannja Basket och M7 Borås.

## Hockey
Hockeysektionen tillkom 1961 men lades ner redan efter 1 år. Den har senare återuppstått och idag bedrivs en omfattande ungdomsverksamhet. Säsongen 2005-06 gick Sunderby SK upp i Division 1, med den förre elitspelaren Osmo Soutokorva i truppen. Lagets plats övertogs där av Luleå Rebels som sedermera gick i konkurs.
Robin Olsson, Niklas Pallin och Jim Karlsson, Carl Mattsson, Nils Bolin är några av de egna spelarna som nått SHL.

## Längdskidåkning
Sunderbybröderna John och Helge Wikström tävlade under 1929-30 för SK Fyrishov i Uppsala. Tillsammans tog man hem lagguldet i Vasaloppet 1930 där bröderna slutade sexa respektive åtta. Året innan slutade John sjua medan Helge kom trea, 53 sekunder efter vinnaren. Johns bästa placering var en andraplats som han nådde 1927, då tävlande för Luleå SK. Bröderna Wikström var även aktiva för klubben inom cykling.

## Innebandy
2007 bildades en innebandysektion och man bedriver sin verksamhet för ungdomar.

## Anläggningar
Redan 1927 startade man arbetet med att färdigställa fotbollsplanen Byavallen, vilket pågick under flera år. Fotbollslagen spelar oftast där eller på Sundis fotbollsplan där den nya generationens konstgräs finns. Sunderby Ishall byggdes under 2002 med ideella krafter där man tidigare hade en uterink. Under 2009 tog Luleå kommun över driften från Sunderby SK av ekonomiska skäl. Luleå Rebels spelade sina matcher där under säsongen 2010-11. 
Basketen och innebandyn håller till i Sundis idrottshall som byggdes under tidigt 90-tal, medan skidåkningen håller till vid elljusspåret i Sunderbyn.
Man har tidigare haft sektioner inom gymnastik, orientering, cykling, friidrott, bandy och bordtennis.